# Bjäre herred
Bjäre herred (før 1658 dansk: Bjerge Herred) var et herred beliggende i Helsingborg len i  Skåne. Båstad ligger i herredet.